# 宇野和博
宇野 和博（うの かずひろ、1970年 – ）は、日本の教育者。筑波大学附属視覚特別支援学校教諭。

## 来歴
福井県若狭町出身。福井県立若狭高等学校を経て、東京学芸大学教育学部卒業。東京都内の中学校教諭、盲学校教諭を歴任。弱視児童生徒のための拡大教科書の普及に取り組み、2003年の著作権法改正や2008年の「障害のある児童及び生徒のための教科用特定図書等の普及の促進等に関する法律」（教科書バリアフリー法）制定に貢献。その後、読書に障害のある人のための読書環境を総合的に整備するための読書バリアフリー法制定運動に尽力。2019年に「視覚障害者等の読書環境の整備の推進に関する法律（読書バリアフリー法）」が制定された。　
2006年、第１回片岡好亀賞授賞。
2008年、文部科学省 拡大教科書普及推進会議委員。
2009年、文部科学省 高等学校段階における拡大教科書標準規格等検討会委員。
2012年〜　ＮＨＫラジオ第2放送 「視覚障害ナビ・ラジオ」 レギュラーコメンテーター。
2019年〜　文部科学省 視覚障害者等の読書環境の整備の推進に係る関係者協議会委員。
2020年、経済産業省 読書バリアフリー環境整備のための電子書籍市場等の拡大に関する検討会委員
2020年〜　国土交通省 新技術等を活用した駅ホームにおける視覚障害者の安全対策検討会委員
2021年　国立国会図書館 図書館におけるアクセシブルな電子書籍サービスに関する検討会委員

## 著作
- 『拡大教科書がわかる本』（読書工房 2007 念 1 月）
- 『ロービジョン Q＆A』（株)大活字 2004 年 4 月）